# Фугато
Фуга́то (итал. Fugato — фугированно, то есть подобно фуге) — полифоническая музыкальная форма, родственная фуге. Возникла в произведениях так называемого строгого стиля в ходе развития техники имитации, охватывающей все голоса.
Как правило, представляет собой не самостоятельное произведение, а часть более крупного целого (сонаты, симфонии, концерта и т. п.) и играет в нём подчинённую роль. Иногда название «фугато» могут носить самостоятельные пьесы, разработанные наподобие фуги. Как существительное (а не наречие) термин впервые использовал итальянский композитор и музыкальный теоретик Джорджо Антониотто.
Фугато, имея определённое сходство с фугой, обладает также рядом отличий. В целом фугато — форма менее строгая, чем фуга. В частности, в фугато отсутствует ярко выраженная полифоническая реприза, число голосов может быть непостоянным, тема может проводиться не во всех голосах и т. д. Характерные особенности фугато — чёткое изложение темы, имитационные вступления голосов и постепенное уплотнение полифонической фактуры. Как правило, присутствует экспозиция; за ней может следовать развивающий раздел, но завершающего раздела, в отличие от фуги, нет. Иногда встречаются двойные и тройные фугато.
Фугато наиболее часто встречается в произведениях композиторов XVII—XVIII веков, в том числе у И. С. Баха, а позднее у Моцарта и Гайдна. Часто прибегал к нему Бетховен, что было вызвано общим стремлением к полифонизации формы. В XIX—XX веках форма фугато получила новую трактовку и иное смысловое наполнение. Так, у Берлиоза фугато носит программный характер («Битва» в интродукции «Ромео и Юлия»), у Глинки — изобразительный (метель в финале четвёртого действия «Ивана Сусанина»); у Листа служит для воплощения демонического начала (часть «Мефистофель» из «Фауст-симфонии»), у Вагнера — для выражения раздумья (вступление к третьему действию «Нюрбернгских мейстерзингеров»).